# Lindsaea polymorpha
Lindsaea polymorpha là một loài dương xỉ trong họ Lindsaeaceae. Loài này được Wall. in Hook. & Grev. mô tả khoa học đầu tiên năm 1828.
Danh pháp khoa học của loài này chưa được làm sáng tỏ. 